# Trichobius urodermae
Trichobius urodermae är en tvåvingeart som beskrevs av Wenzel 1966. Trichobius urodermae ingår i släktet Trichobius och familjen lusflugor. Inga underarter finns listade i Catalogue of Life.